# سیارک ۵۱۰۳
سیارک ۵۱۰۳ (به انگلیسی: 5103 Divis، نامگذاری:1986RP1) پنج هزار و صد و سومین سیارک کشف شده‌است که در ۴ سپتامبر ۱۹۸۶ کشف شد.
قدر مطلق سیارک برابر ۱۲٫۶۰ است.